# Joseph Louis François Bertrand
Joseph Louis François Bertrand [žozéf luí fransuà bertrán], francoski matematik, ekonomist in zgodovinar znanosti, * 11. marec 1822, Pariz, Francija, † 5. april 1900, Pariz. 

## Življenje in delo
Bertrand je bil čudežni otrok. Njegov oče Alexandre Jacques François Bertrand (1795–1831) je bil zdravnik. Leta 1856 je Joseph postal profesor na École Polytechnique in leta 1862 na Francoskem kolegiju (Collège de France). Leta 1878 je prenehal poučevati na Francoskem kolegiju, osem let kasneje pa je začel spet poučevati tam.
V teoriji števil je leta 1845 postavil Bertrandovo domnevo, ki jo je dokazal leta 1850 Čebišov.
Bertrand je deloval tudi na področju diferencialne geometrije in verjetnostnega računa. Leta 1852 je razširil Jacobijevo delo o poenostavitvi kroženja dveh planetov okrog Sonca s kroženjem dveh točkastih teles iz 1843. 
V francoščino je leta 1855 prevedel Gaussovo delo o teoriji napak in metodo najmanjših kvadratov. Napisal je veliko zapisov iz teorije verjetnosti in o obdelavi podatkov iz opazovanj. Te zapise je začel objavljati okoli leta 1875. Po kratkem premoru je leta 1884 začel objavljati nadaljnje zapiske iz verjetnosti.
Njegova knjiga Verjetnostni račun (Calcul des probabilities) iz leta 1888 vsebuje paradoks o zveznih verjetnostih, znan kot Bertrandov paradoks.
Bil je član Akademije znanosti v Parizu in njen tajnik od leta 1874 do svoje smrti.